# Asplenium caripense
Asplenium caripense är en svartbräkenväxtart som beskrevs av Eugène Pierre Nicolas Fournier. Asplenium caripense ingår i släktet Asplenium och familjen Aspleniaceae. Inga underarter finns listade.